# Port lotniczy Miyazaki
Port lotniczy Miyazaki (jap. 宮崎空港 Miyazaki Kūkō) – międzynarodowy port lotniczy położony w Miyazaki, w prefekturze Miyazaki na wyspie Kiusiu, w Japonii. 

## Linie lotnicze i połączenia

### Międzynarodowe
- Asiana (Seul-Incheon)
- EVA Air (Tajpej-Taiwan Taoyuan od 2008)

### Krajowe
- All Nippon Airways (Nagoja-Centair, Okinawa, Osaka-Itami, Osaka-Kansai, Tokyo-Haneda)
- Japan Airlines (Fukuoka, Osaka-Itami, Tokyo-Haneda)

## Dojazd
Lotnisko ma wiele połączeń autobusowych. Na lotnisko można dojechać również pociągiem, linią Miyazaki Kūkō, która łączy je z centrum Miyazaki i miastami na północy prefektury.